# Episodi di Lolle (terza stagione)
La terza stagione della serie TV Lolle è stata trasmessa in Germania dal 2 marzo 2004 su Das Erste.
| nº | Titolo originale            | Titolo italiano                | Prima TV Germania | Prima TV Italia  |
| -- | --------------------------- | ------------------------------ | ----------------- | ---------------- |
| 1  | Sven oder Alex?             | Sven o Alex?                   | 2 marzo 2004      | 21 novembre 2006 |
| 2  | Alex oder Sven?             | Alex o Sven?                   | 3 marzo 2004      |                  |
| 3  | Nimm zwei                   | Relazione a tre                | 5 marzo 2004      |                  |
| 4  | Nicht genug                 | Non saper scegliere            | 9 marzo 2004      |                  |
| 5  | Jung, dynamisch, arbeitslos | Giovane, dinamica, disoccupata | 11 marzo 2004     |                  |
| 6  | Backe, backe Kuchen         | Una torta a sorpresa           | 16 marzo 2004     |                  |
| 7  | Mütter und Töchter          | Madri e figlie                 | 17 marzo 2004     |                  |
| 8  | Ziemlich ähnlich            | Tale madre, tale figlia        | 18 marzo 2004     |                  |
| 9  | Generationen                | Generazioni a confronto        | 19 marzo 2004     |                  |
| 10 | Hochzeitsspiele             | Il rapimento della sposa       | 23 marzo 2004     |                  |
| 11 | Svenja                      | Svenja                         | 24 marzo 2004     |                  |
| 12 | Täuschen, tarnen, küssen    | Ingannare, mascherare, baciare | 25 marzo 2004     |                  |
| 13 | Vero                        | Vero                           | 26 marzo 2004     |                  |
| 14 | Dafür sind Freunde da       | Missione Sven                  | 30 marzo 2004     |                  |
| 15 | Die Waffen der Frauen       | Il potere delle donne          | 1º aprile 2004    |                  |
| 16 | Die Geister, die ich rief   | Gli spiriti che ho invocato    | 2 aprile 2004     |                  |
| 17 | Noch mal mit Gefühl?        | Un'altra volta con sentimento  | 6 aprile 2004     |                  |
| 18 | Daily Talk                  | La macchina della verità       | 7 aprile 2004     |                  |
| 19 | Traumjob                    | Voltare pagina                 | 8 aprile 2004     |                  |
| 20 | Wickie                      | Tempo di decidere              | 13 aprile 2004    |                  |